# Євдокименко Георгій Степанович
Георгій Степанович Євдокименко (20 жовтня 1914, місто Веньов Веньовського повіту Тульської губернії, тепер Веньовського району Тульської області, Російська Федерація — 24 вересня 1996, місто Москва, Російська Федерація) — радянський діяч органів держбезпеки, генерал-лейтенант, голова КДБ при РМ Казахської РСР. Депутат Верховної ради Казахської РСР. Депутат Верховної ради СРСР 7—9-го скликань.

## Біографія
Народився в родині селянина-бідняка. У 1930 році закінчив школу-семирічку в селищі Локоть Брасовського району Орловського округу Центрально-Чорноземної області.
У березні 1930 — травні 1933 року — завідувач міжрайонної сільськогосподарської станції молоді в селі Брасово Центрально-Чорноземної області.
З травня 1933 по вересень 1934 року навчався на робітнику факультету в Новому Петергофі. У вересні 1934 — серпні 1939 року — студент Ленінградського плодоовочевого інституту в Новому Петергофі.
У серпні — листопаді 1939 року — слухач Вищої школи НКВС СРСР.
У листопаді 1939 — червні 1941 року — оперуповноважений УНКВС (НКДБ) по Волинській області.
Член ВКП(б) з травня 1940 року.
У червні — листопаді 1941 року — помічник начальника відділення особливого відділу НКВС 5-ї армії Південно-Західного фронту. У листопаді 1941 — вересні 1942 року — старший оперуповноважений особливого відділу НКВС Північно-Кавказького військового округу. У вересні 1942 — березні 1943 року — старший оперуповноважений особливого відділу НКВС Північної групи військ Закавказького фронту. У березні — вересні 1943 року — начальник відділення управління контррозвідки СМЕРШ Північно-Кавказького фронту. У вересні 1943 — травні 1944 року — заступник начальника відділу управління контррозвідки СМЕРШ Окремої Приморської армії. У травні 1944 — червні 1945 року — заступник начальника відділу управління контррозвідки СМЕРШ 3-го Прибалтійського фронту.
У липні 1945 — жовтні 1947 року — старший помічник начальника інспекції, заступник начальника інспекції Союзної контрольної комісії в Угорщині.
У жовтні 1947 — вересні 1949 року — заступник начальника відділу, начальник відділу управління контррозвідки МДБ Центральної групи військ в Австрії.
У вересні 1949 — грудні 1950 року — заступник старшого радника МДБ СРСР при Управлінні державної безпеки Угорщини. У грудні 1950 — листопаді 1951 року — радник МДБ СРСР при Управлінні державної безпеки Угорщини.
1 грудня 1951 — лютий 1953 року — заступник начальника управління МДБ по Хабаровському краю.
17 березня — 5 червня 1953 року — начальник 3-го відділу 2-го головного управління МВС СРСР. 5 червня 1953 — 18 березня 1954 року — заступник начальника 7-го відділу 2-го головного управління МВС СРСР.
У вересні 1954 — квітні 1959 року — старший радник КДБ при РМ СРСР при Міністерстві громадської безпеки Польської Народної Республіки.
У 1959 — липні 1961 року — заступник начальника 11-го відділу 1-го головного управління КДБ при РМ СРСР.
15 липня 1961 — 6 листопада 1963 року — начальник Управління КДБ по Краснодарському краю.
6 листопада 1963 — жовтень 1975 року — голова КДБ при Раді міністрів Казахської РСР.
З жовтня 1975 року — на пенсії.
Помер 24 вересня 1996 року в Москві.

## Звання
- молодший лейтенант державної безпеки (1942)
- майор
- підполковник
- полковник
- генерал-майор (9.12.1964)
- генерал-лейтенант (17.12.1969)

## Нагороди
- орден Леніна (30.10.1967)
- орден Жовтневої Революції (31.08.1971)
- орден Червоного Прапора (16.04.1945)
- два ордени Вітчизняної війни І ст. (12.09.1944, 25.11.1947)
- два ордени Вітчизняної війни ІІ ст. (9.10.1943, 13.09.1945)
- орден Трудового Червоного Прапора (13.12.1977)
- два ордени Червоної Зірки (19.02.1943, 17.04.1944)
- медаль «За бойові заслуги» (6.11.1942)
- медаль «За оборону Кавказу»
- медаль «За перемогу над Німеччиною у Великій Вітчизняній війні 1941—1945 рр.»
- медалі